# 沈德威
沈德威（?—?），字怀远，南朝梁、南朝陈吴兴郡（今浙江省湖州市）人。
沈德威年轻时有操行。梁武帝太清末年，避居天目山，筑室以居，离乱之世，笃学不倦，通经学。陈文帝天嘉元年（560年），征至京师，侍太子陈伯宗讲《礼传》。历授太学博士、国子助教。从太学回到私宅讲授，受业者常有数十百人。官至太常丞，兼五礼学士，转任尚书仪曹郎，后为祠部郎。为母丁忧去职。祯明三年（589年），陈亡入隋，官至秦王（杨俊）府主簿。卒年五十五岁。